# 宗養
宗養（そうよう、大永6年（1526年） - 永禄6年11月18日（1563年12月3日））は、戦国時代の連歌師。宗牧の子で、姓は谷氏。号は無為・半松斎。
早くから父・宗牧から連歌を学んだが、天文14年（1545年）、20歳で父を失い、その連歌師としての地盤や伝書を引き継いで連歌界の第一人者となる。摂関家である近衛家や公家の三条西公条、武将の尼子晴久・三好長慶などとも交流があった。父と同様に工夫は繊細であり、「石山四吟千句」「宗養句集」などがある。また、宗牧から伝えられた連歌論書に「宗養三巻集」がある。